# 僧计起义
僧计起义是1820年柬埔寨爆发的一次反抗越南统治的起义，其领导者是一位名叫“凯”（Kai）的还俗僧侣，此人在越南史料中被称为“僧计”（越南语：／）。这次起义影响地区为柬埔寨东南部和越南下高棉人聚居区。
当时柬埔寨处于历史上的“黑暗时期”，该国内政受到暹罗和越南的干涉。1813年，暹罗出兵干涉柬埔寨王室纠纷，柬王安赞二世向越南求救，自此越南在柬埔寨驻军，将其变为保护国。为加强对柬埔寨的控制，越南在柬埔寨境内修建了三条主要道路以方便军事运输，于1817年侵占重要港口铁市（今朱笃），并于两年后在该港口至河仙之间开凿永济河，将运河南面的柬埔寨土地并入越南。
越南动用了八万名当地越南人和高棉人开凿永济河，柬埔寨亦派人参加。这些工人被迫从事繁重劳动，尤其是高棉族工人，这导致了成千上万的工人在挖掘运河期间因疲劳及随之而来的疾病而死亡，根据当时访问过当地的约翰·克劳福德的说法，死亡人数达到万人。沉重的徭役使柬埔寨农业受到很大影响，加上连年的自然灾害，使柬埔寨人无法忍受，民间流传着将有一位圣人来拯救国家的传闻。
1820年，一位名叫“凯”（Kai）的还俗僧人，自称能够预言未来，在高棉人的圣地巴布农起兵反抗越南的统治。他占据巴布农自称国王，声称自己的支持者会具有刀枪不入的特异功能。他的追随者主要来自象营（今越南西宁省）一带。波萝勉、特本克蒙、斯雷桑托等地纷纷响应，部分柬埔寨官员也率部归附。他的军队向西、向北攻击越南的军事要塞。柬王安赞二世派出一支高棉人和越南人混编的军队前去镇压，但领兵的大臣临阵脱逃，导致镇压失败。
柬王安赞二世在这场起义中扮演的角色不详，大卫·钱德勒认为安赞二世臣服于越南的态度并不明朗，而且对这场起义的反应是“慎重且有节制的”。根据柬埔寨的史料记载，僧侣、还俗僧人及柬埔寨地方官员在起义军中十分活跃，这支军队只反对越南人，而不是柬埔寨国王和高层官员。最初起义军实力弱小，仅占据巴布农一带；后来，参的西（Samdech Tei）、计练（Narin Kol）、那棍（Naike）等柬埔寨官员归附，其中参的西是柬埔寨著名将领，声势大振。起义军派船三十余艘攻打金边，安赞准备弃城逃跑，向越南求救。1820年9月，越南的嘉定城总镇黎文悦派阮文智、阮文瑞率兵从朱笃出发前去镇压，会同柬埔寨的穆斯林大臣昭锤同扶（Chao Phraya Tuan Pho）一起镇压，击退了起义军。起义军士兵开始怀疑凯的法术的真实性，军心不稳，只能据险自守。
10月，越南将领阮文智假装撤退，起义军中计，在磅湛一带大败，凯和许多僧侣一起被杀。12月，参的西等归附起义军的官员陆续向越南投降，起义被镇压。然而，明命帝认为这些官员是无法饶恕的，将他们分别押送金边和西贡处决。
僧计起义成为越南再度驻军柬埔寨的借口，越南于翌年再度派阮文瑞“保护”该国。越南征调了更多的柬埔寨人完成了永济河的挖掘工程，使柬埔寨经济遭到更大的破坏，这条运河后来成为越南人奴役和虐待高棉人的象征。不过，越南吞并柬埔寨的进程也这场起义的爆发而被推迟。僧计受到柬埔寨人的尊敬，民间流传着颂扬这次起义的诗歌。